# Dermot Ahern

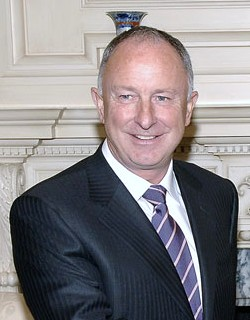
Dermot Ahern.

Dermot Christopher Ahern (2 de febrero de 1955 (70 años) es un político irlandés y Ministro de Asuntos Exteriores de su país desde el 29 de septiembre de 2004.
Nacido en Drogheda, Condado de Louth, Ahern se desempeña como Ministro de Asuntos Exteriores de la República de Irlanda.
- Datos: Q974143
- Multimedia: Dermot Ahern / Q974143